# Ropica (Kosovo)
Ropica (albanisch auch Ropicë, serbisch Ропица Ropica) ist ein Dorf in der Gemeinde Vushtrria. Er liegt im Verwaltungsbezirk Mitrovica.

## Bevölkerung
| Jahr | Einwohner |
| ---- | --------- |
| 1948 | 237       |
| 1953 | 253       |
| 1961 | 287       |
| 1971 | 331       |
| 1981 | 410       |
| 1991 | 445       |
| 2011 | 763       |

In der Volkszählung im Jahr 2011 lebten 763 Einwohner in Ropica, von denen alle Albaner sind.

## Infrastruktur
Das Dorf liegt an der M-2, die die Gemeinden Zubin Potok, Mitrovica, Pristina und Ferizaj verbindet.